# Flair (Nederlands tijdschrift)
Flair is een Nederlands tijdschrift voor jonge vrouwen, dat wekelijks wordt uitgegeven door Roularta Media.
Er bestaan ook een Vlaamse en een Waalse versie van het blad, met een aparte redactie en daardoor ook andere artikelen.
Eind 2021 is de domeinnaam Flair.nl, die ruim 25 jaar eigendom was van uitzendbureau Flair, overgedragen aan DPG Media in Amsterdam. Op 3 februari 2022 is dit domein officieel gekoppeld aan het tijdschrift, dat tot dat moment de domeinnaam Flaironline.nl gebruikte.